# Pandemia de COVID-19 en Nuevo León
La pandemia de enfermedad por coronavirus en Nuevo León, estado de México, inició el 11 de marzo de 2020, se trató de un hombre de 57 años que viajó a España, Italia y Reino Unido. El 3 de abril se registró el primer fallecimiento en Monterrey un hombre de 77 años teniendo registro de tabaquismo y sobrepeso, había viajado a Madrid, España.

## Antecedentes
En diciembre de 2019, la Organización Mundial de la Salud dio a conocer la existencia de la enfermedad infecciosa COVID-19, ocasionada por el virus SARS-CoV-2, tras suscitarse un brote en la ciudad de Wuhan, China. El 28 de febrero de 2020, se confirmaron los primeros casos en México: un italiano de 35 años de edad, residente de la Ciudad de México, y un ciudadano del estado de Hidalgo que se encontraba en el estado de Sinaloa. El ciudadano hidalguense originario de Tizayuca, permaneció cerca de 12 días aislado en un hotel en Culiacán, Sinaloa. Contagiándose después de un viaje a Italia del 16 al 21 de febrero. El 11 de marzo esta persona regreso a Hidalgo, fue sometido a las pruebas de control, por lo que se le declaró libre de la enfermedad.

## Cronología
El 11 de marzo de 2020 se registró el primer caso en la entidad, tras la detección de este se comenzó con la implementación de medidas para contener la propagación del virus, entre dichas medidas destacaron la cancelación de eventos másivos y la suspensión de clases presenciales a partir del 17 de marzo de 2020. Un mes después, el 17 de abril de 2020 se implementó la obligatoriedad de uso de cubrebocas en espacios cerrados y abiertos, así como en el transporte público.
El 29 de diciembre de 2020 comenzó la jornada de vacunación, comenzando con el persona médico del Instituto Mexicano del Seguro Social que formó parte de los Equipos de Respuesta COVID.
El 13 de abril de 2023 tras tres años de emergencia sanitaria se anunció el fin de esta en el estado, así como el fin de la obligatoriedad de cubrebocas en el transporte público. Sin embargo se recalcó que no era el final de etapa pandémica totalmente, pues será la Organización Mundial de la Salud quien declarará el fin de esta en un futuro. El 5 de mayo de 2023, la Organización Mundial de la Salud declaró el fin de la emergencia a nivel mundial, poniendo fin a la pandemia tras 1151 días.